# Wildwood (Missouri)
Wildwood és una població dels Estats Units a l'estat de Missouri. Segons el cens del 2000 tenia 32.884 habitants.

## Demografia
Segons el cens del 2000, Wildwood tenia 32.884 habitants, 10.837 habitatges, i 9.243 famílies. La densitat de població era de 192,3 habitants per km².
Dels 10.837 habitatges en un 51% hi vivien nens de menys de 18 anys, en un 79% hi vivien parelles casades, en un 4,6% dones solteres, i en un 14,7% no eren unitats familiars. En el 12,4% dels habitatges hi vivien persones soles el 4% de les quals corresponia a persones de 65 anys o més que vivien soles. El nombre mitjà de persones vivint en cada habitatge era de 3,02 i el nombre mitjà de persones que vivien en cada família era de 3,32.
Per edats la població es repartia de la següent manera: un 33,2% tenia menys de 18 anys, un 4,8% entre 18 i 24, un 31,4% entre 25 i 44, un 25,1% de 45 a 60 i un 5,5% 65 anys o més.
L'edat mediana era de 36 anys. Per cada 100 dones de 18 o més anys hi havia 94,1 homes.
Entorn de l'1,6% de les famílies i el 2,2% de la població estaven per davall del llindar de pobresa.

## Poblacions més properes
El següent diagrama mostra les poblacions més properes.